# Oediceros saginatus
Oediceros saginatus är en kräftdjursart som beskrevs av Henrik Nikolai Krøyer 1842. Oediceros saginatus ingår i släktet Oediceros och familjen Oedicerotidae. Inga underarter finns listade i Catalogue of Life.